# Miwok

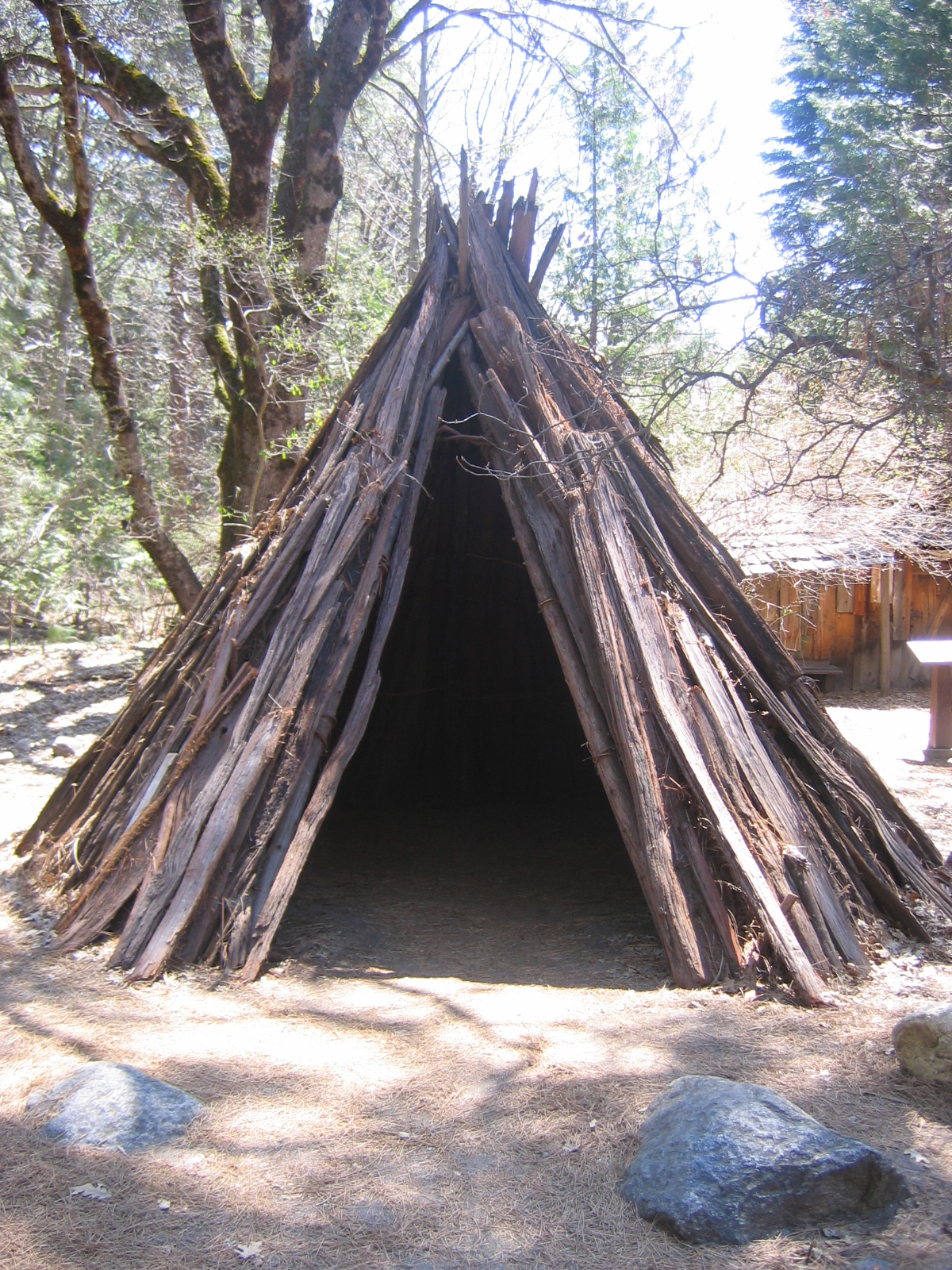
Szałas Miwoków w Parku Narodowym Yosemite

Miwok (Miwokowie) – Indianie Ameryki Północnej, zamieszkujący obszar Kalifornii. Dzielili się na kilka grup lokalnych: Coast Miwok (Wybrzeża), Lake Miwok (Nadjeziorni), Bay Miwok/Saclan (Zatokowi), Plains Miwok (Równin) i Sierra Miwok (Górscy). Posługują się kilkoma dialektami z rodziny penutiańskich.

## Historia i dzieje współczesne
Miwokowie żyjący nad wodami zamieszkiwali w dużych półziemiankach wyłożonych od wewnątrz balami. Byli zręcznymi rzemieślnikami. Utrzymywali się ze zbieractwa, polowania i rybołówstwa. Miwokowie żyjący w głębi lądu zakładali osady na terenach położonych niżej, a polowali w górach, w okresie letnim. Mieszkali w półziemiankach, a w czasie polowań w szałasach z kory. Byli wyznawcami kultu Kuksu, któremu towarzyszyła rozbudowana obrzędowość (tańce rytualne w przebraniach ze skór).

## Liczebność
Według danych U.S. Census Bureau, podczas spisu powszechnego w 2000 roku 110 obywateli USA zadeklarowało, że jest pochodzenia wyłącznie Miwok, zaś 177 oświadczyło, że ma pochodzenie wyłącznie lub między innymi Miwok. Jednocześnie 80 osób zadeklarowało, że jest pochodzenia wyłącznie Coast Miwok, zaś 167 oświadczyło, że ma pochodzenie wyłącznie lub między innymi Coast Miwok. Poza tym, 2881 osób zadeklarowało, że pochodzi wyłącznie od Indian Me-wuk, a 5372, że pochodzi wyłącznie lub między innymi od Indian Me-wuk – spokrewnionych z powyższymi mieszkańców kilku ranczerii w Kalifornii.